# Fondcombe
Rivendell, Fendeval
Fondcombe, Fendeval ou Combe Fendue (suivant les traductions françaises, Rivendell en anglais), est une vallée fictive des Montagnes de Brume où réside un groupe d'Elfes sous l'autorité d'Elrond, dans le légendaire de J. R. R. Tolkien.
Fondée en l'an 1697 du Second Âge comme refuge et place forte face à Sauron en Eriador à la suite de la chute de l'Eregion, durant tout le Troisième Âge, Fondcombe demeura un abri et un centre de préservation du savoir ainsi qu'un des derniers lieux de résidence des Eldar en Terre du Milieu.
Fondcombe apparaît comme une étape importante du récit tant dans Le Hobbit que dans Le Seigneur des anneaux.

## Dénominations
Dans ses œuvres, Tolkien utilise l'anglais pour traduire l'occidentalien, langue commune des Humains de l'ouest des Terres du Milieu. Le terme occidentalien Karningul est ainsi rendu en anglais par Rivendell, lui-même traduit en français par Combe Fendue (traduction de Bilbo le Hobbit par Francis Ledoux) ou Fondcombe (traduction du Seigneur des anneaux par Francis Ledoux), ou Fendeval (traduction du Hobbit et du Seigneur des anneaux par Daniel Lauzon). Le terme sindarin Imladris évoque de même une vallée profondément encaissée, comme fendue dans les escarpements qui l'entourent.
Par métonymie, ces termes sont également employés pour désigner la demeure d'Elrond elle-même. Celle-ci est également désignée sous le nom de Dernière Maison Simple ou Dernière Maison Hospitalière (Last Homely House) en référence à son statut de dernier lieu de résidence d'Eldar en Terre du Milieu et de dernier établissement avant les Monts Brumeux et les Terres Sauvages qui s'étendent à l'est.

## Géographie
Fondcombe est située dans une gorge creusée par la Bruinen (Sonoronne) dans les contreforts occidentaux des Monts Brumeux. Ainsi que son nom l'indique, il s'agit d'une vallée très encaissée, difficile à découvrir si l'on n'en connaît pas le chemin. Sa principale voie d'accès passe par le Gué de la Bruinen, celui où une crue soudaine emporte les Nazgûl dans Le Seigneur des anneaux.
Le climat de Fondcombe est tempéré, avec une influence continentale. L'été y est plus frais et les hivers plus froids et neigeux que dans les contrées plus à l'ouest, par exemple la Comté. Dans ses Lettres, Tolkien précise que Fondcombe, comme Hobbitebourg, est située à l'équivalent du 52e parallèle, latitude d'Oxford.

## Histoire fictive
À la fin de la guerre des Elfes et de Sauron, au XVIIe siècle du Second Âge, Elrond, menant l'armée d'Eriador en déroute, en fit un refuge dans la vallée d'Imladris. Toute personne qui fuit l'ombre de Sauron peut s'y rendre. C'est d'ailleurs là que Bilbon se rendit à deux reprises lors de sa quête à Erebor, puis à la fin de sa vie, mais aussi son neveu, Frodon, au début de la Quête de l'Anneau.
Les survivants du Désastre des Champs d'Iris y apportèrent les tronçons de Narsil où elle fut reforgée en temps voulu.
C'est à Fondcombe qu'eut lieu le Conseil Blanc qui réunit les Istari restés à l'Ouest des Terres du Milieu et les principaux seigneurs elfiques. Il y eut ensuite le Conseil d'Elrond où des représentants des Peuples Libres se sont réunis pour décider du sort de l'Anneau unique, amené jusqu'à Fondcombe par Frodon. Étaient présents, entre autres, Gandalf ; Elrond, Glorfindel et Erestor d'Imladris ; Galdor de Mithlond ; Legolas, fils du roi Thranduil des elfes de la Forêt Noire ; Frodon et Bilbon Sacquet ; les hommes Boromir du Gondor et Aragorn des Dúnedain du nord; les nains d'Erebor Glóin et son fils Gimli. Il fut décidé que l'Anneau devait être détruit à la Montagne du Destin, au cœur du Mordor, et qu'une Communauté serait formée pour accompagner Frodon, le Porteur de l'Anneau.
La Communauté de l'Anneau partit quelques semaines plus tard en direction du Mordor.
Bien que Tolkien n'ait pas établi de texte précis sur ce sujet, il semble, d'après les notes assemblées par son fils, Christopher Tolkien, que durant la Guerre de l'Anneau, Fondcombe ait subi plusieurs assauts de la part des Orques et Gobelins des Monts Brumeux, commandés par Dol Guldur et le Mordor. Il apparaît également qu'Elrond ait joué un rôle important comme coordinateur de la résistance à Sauron, dépêchant des messagers aux différents royaumes et communautés libres ; ce rôle, lié à Galadriel, est mis en évidence dans l'adaptation cinématographique de Peter Jackson.
Aragorn y est élevé durant sa jeunesse. C'est l'un des deux lieux où peut se situer sa rencontre avec Arwen Undomiel, fille d'Elrond, l'autre possibilité étant la Lothlórien (Tolkien est contradictoire dans ses récits sur ce point).

### Histoire ultérieure
Bien qu’Elrond ait quitté Fondcombe, Elladan et Elrohir restèrent pendant un certain temps avec certains des Noldor restants. On pense que Celeborn a déménagé à Fondcombe après le départ de Galadriel et s’est également lassé de l’Est de la Lórien,.
On ne sait pas quand Fondcombe fut finalement abandonnée, mais peu de temps avant la mort d’Aragorn pendant le Q.A.. En 120, il dit à Arwen que « personne ne se promène maintenant » dans le jardin d’Elrond, indiquant que les derniers Noldor étaient partis pour Valinor.

## Conception et évolution
Une inspiration possible (ainsi suggérée par David Salo) aurait pu être Lauterbrunnen, en Suisse, que Tolkien a visité en 1911 :
Je suis... Je suis enchanté que vous ayez fait la connaissance de la Suisse, et de la partie même que j’ai connue autrefois le mieux et qui a eu le plus d’effet sur moi. Le voyage du hobbit de Fondcombe à l’autre côté des Monts Brumeux, y compris la glissade le long des pierres rampantes dans les bois de pins, est basé sur mes aventures en 1911 (il avait 19 ans et s’est rendu à Lauterbrunnen)... Nos pérégrinations, principalement à pied dans un groupe de 12 personnes, ne sont pas maintenant claires dans l’ordre, mais laissent beaucoup d’images vivantes aussi claires qu’hier. (Il parle de conditions similaires pour le voyage de Bilbo, campant, marchant sur les sentiers de montagne, portant des sacs).

— Lettre 306

## Critique et analyse
La vallée de Fondcombe a été comparée du Val sans Retour de la légende arthurienne : pour Claire Jardillier, « dans les deux cas il s'agit d'une vallée aux ordres d'un personnage féérique — Elrond ou Morgane — que leurs pouvoirs mettent à l'abri de toute intrusion ».

## Adaptations
Dans le premier film de la trilogie cinématographique de Peter Jackson, La Communauté de l'anneau, Fondcombe est filmée dans le parc régional de Kaitoke, à Upper Hutt en Nouvelle-Zélande.
Dans l'adaptation en trois volets du Hobbit, également réalisée par Peter Jackson, Fondcombe est désormais filmée en studio ; le décor est complété par des extensions numériques en post-production.